# William P. Frye
William Pierce Frye (2 septembre 1830 - 8 août 1911) est un homme politique américain de l'État du Maine. Membre du Parti républicain, Frye passe la majeure partie de sa carrière politique en tant que législateur, siégeant à la Chambre des représentants du Maine, puis à la Chambre des représentants des États-Unis, avant d’être élu au Sénat des États-Unis, où il sert pendant 30 ans. 

## Biographie
Frye est né à Lewiston dans le comté d’Androscoggin. Il y fréquente des écoles publiques et obtient son diplôme du Bowdoin College de Brunswick en 1850. Inscrit au Barreau, il commence à pratiquer à Rockland en 1853, mais retourne plus tard à Lewiston où il joue un rôle dans la fondation du Bates College et y est longtemps administrateur.
Frye siège à la Chambre des représentants du Maine de 1861 à 1862 et de nouveau en 1867. Il est ensuite élu maire de Lewiston, occupant ce poste de 1866 à 1867, date à laquelle il devient procureur général de l’État. Frye quitte le poste de procureur général en 1869. Il est élu comme républicain en 1870 à la Chambre des représentants des États-Unis. Frye sert dans le 42e Congrès et les cinq Congrès suivants du 4 mars 1871 au 17 mars 1881, quand il démissionne après avoir été élu sénateur pour combler la vacance causée par la démission de James G. Blaine. Il siège plus de 30 ans au Sénat (du 18 mars 1881 au 8 août 1911) et est réélu en 1883, 1889, 1895, 1901 et 1907.
Au cours de son mandat au Sénat, Frye en est le président pro tempore du 54e au 62e Congrès. La vice-présidence est vacante deux fois au cours de cette période : 21 novembre 1899 - 4 mars 1901, après la mort de Garret Hobart, et 14 septembre 1901 - 4 mars 1905, après que Theodore Roosevelt ait accédé à la présidence à la suite de l'assassinat de William McKinley. Frye démissionne de son poste de président pro tempore en raison de problèmes de santé quelques mois avant sa mort. L’élection de son successeur s’avère difficile pour le Sénat, car les républicains, alors majoritaires, sont divisés entre factions progressistes et conservatrices, chacune promouvant son propre candidat. Il faut plusieurs mois pour qu’un consensus se dégage. Au moment de sa démission, il occupe ce poste plus longtemps que n’importe qui d’autre, soit : 15 ans, 2 mois et 21 jours.
Frye est un chef de la faction de la « Vieille Garde » des républicains conservateurs, exerçant son influence dans des comités aussi importants que le Règlement, les Relations étrangères, les Crédits et le Commerce. Il est surtout connu pour soutenir l’industrie du transport maritime. Il appuie également des tarifs élevés, soutient le projet de canal reliant l’Atlantique et le Pacifique. Il est favorable à l’annexion d’Hawaï et à l’acquisition des îles Philippines en 1898. Le président William McKinley le nomme à la commission de paix qui négocie traité de Paris entre les États-Unis et l’Espagne, mettant fin à la guerre hispano-américaine.
Le sénateur Frye est membre fondateur de la Société des fils de la Révolution américaine du district de Columbia qui est fondée en 1890.
Frye meurt à Lewiston en 1911. La maison du sénateur près du Bates College à Lewiston, est inscrite au Registre historique national.

## Source
- (en) Cet article est partiellement ou en totalité issu de l’article de Wikipédia en anglais intitulé « William P. Frye » (voir la liste des auteurs).